# Sébastien Tortelli
Sébastien Tortelli   (Agen, 19 d'agost de 1978) és un expilot de motocròs occità, dues vegades Campió del Món. Pilot professional durant anys, després de triomfar al mundial es traslladà als EUA, on fou un dels millors competidors del Campionat AMA de supercross.

## Trajectòria esportiva
Tortelli debutà en el Campionat del Món el 1994, assolint la seva primera victòria en Gran Premi el 1996 en la categoria de 125cc, integrat a l'equip oficial de Kawasaki de Jan DeGroot. El seu pilotatge agressiu i la seva increïble velocitat als revolts aviat cridaren l'atenció dels afeccionats. La temporada de 1997 va passar als 250cc i, malgrat que aquell any patí algunes caigudes esgarrifoses a altes velocitats, Tortelli aconseguí diverses victòries sobre l'etern campió Stefan Everts.
El gener de 1998 Tortelli protagonitzà una aparició en un Supercross a Los Angeles, Califòrnia, en què mostrà la seva espectacular velocitat al públic americà, aconseguint una victòria sorprenent. En aquell moment planejà traslladar-se als EUA el 1999 per a disputar el Campionat AMA, però abans volia guanyar el Campionat del Món aquell mateix estiu. En una temporada èpica, Tortelli i Everts s'alternaren al capdavant del campionat constantment, acabant les curses un davant de l'altre de forma aleatòria. La lluita final pel títol seria al darrer Gran Premi de la temporada, a Grècia, i fou Tortelli qui, superant la pressió, guanyà la cursa i es proclamà així Campió del Món de 250cc. Everts quedà molt tocat per la desfeta, i haurien de passar algunes temporades abans no recuperés el mateix nivell d'efectivitat que tenia aleshores.

### El parèntesi americà (1999-2005)
Tortelli emigrà a Nord-amèrica de cara a la temporada de 1999, com a pilot de fàbrica d'Honda. Aquella temporada es dedicà només al supercross, sense participar en curses outdoor (a l'aire lliure). A la primera cursa de la temporada, disputada a San Bernardino, Califòrnia, Tortelli guanyà ambdues mànegues venint del darrere, tot avançant a Jeremy McGrath i Kevin Windham aconseguint així liderar el National de 250 cc a la primera. Seguí liderant el campionat durant l'estiu, fins que es lesionà en una topada amb Doug Henry a Unadilla.
La temporada del 2000 li fou més favorable, assolint un sisè lloc final al campionat de supercross i lluitant frec-a-frec amb Ricky Carmichael durant tot el campionat outdoor, acabant-hi finalment segon i completant així la seva millor temporada als EUA. Les següents cinc temporades obtingué resultats similars, acabant sovint entre els 5 primers tant en Supercross com en outdoor. Entre el 2003 i el 2005 corregué per a l'equip Suzuki, però patí sengles lesions de genoll i de canell que li impossibilitaren de completar cap d'aquelles temporades.

### Retorn a Europa (2006)
Tortelli signà amb KTM per a les temporades del 2006 i 2007, amb l'objectiu de tornar a batre el seu antic rival Stefan Everts al Campionat del Món de MX1 i aconseguir així el primer títol per a KTM en aquesta nova categoria, que havia substituït l'antiga de 250cc. Després d'alguns primers duels amb Everts, la temporada del 2006 acabà abruptament per a Tortelli a causa d'una caiguda al Gran Premi de Portugal en què es dislocà el maluc i el mantingué fora de combat tota la resta del campionat.
Stefan Everts aconseguí doncs sense oposició el seu darrer títol mundial, mentre circulaven rumors del retorn de Tortelli als EUA el 2007. Finalment, però, Tortelli anuncià la seva retirada definitiva del motocròs professional el desembre del 2006.

## Palmarès al Campionat del Món de Motocròs
| Any                    | Motocicleta  | 250cc      | 125cc |
| ---------------------- | ------------ | ---------- | ----- |
| 1994                   | Yamaha       | -          | 25è   |
| 1995                   | Kawasaki     | -          | 3r    |
| 1996                   | Kawasaki     | -          | 1r    |
| 1997                   | Kawasaki     | 4t         | -     |
| 1998                   | Kawasaki     | 1r         | -     |
| 1999 - 2005: EUA (AMA) |              |            |       |
|                        |              | MX1        | MX2   |
| 2006                   | KTM          | 21è        | -     |
| Total títols           | Total títols | 1          | 1     |
|                        |              | 2 mundials |       |